# Saeid Esmaeili
Saeid Esmaeili (persisch سعید اسماعیلی; * 15. Juli 2003 in Dezful) ist ein iranischer Ringer.

## Karriere
Esmaeili gewann 2021 die Silbermedaille bei der U20-Weltmeisterschaft im griechisch-römischen Stil im Bantamgewicht. Im Jahr darauf sicherte er sich in derselben Altersklasse den Weltmeistertitel.
Nach dem Wechsel ins Leichtgewicht setzte er seinen Erfolgskurs fort. 2024 wurde er Asienmeister und krönte das Jahr mit dem Olympiasieg in Paris. 2025 verteidigte er seinen Kontinentaltitel bei den Asienmeisterschaften.